# Primera B 1949
Het seizoen 1949 van de Primera B was het achtste seizoen van deze Uruguayaanse voetbalcompetitie op het tweede niveau.

## Teams
Er namen acht ploegen deel aan de Primera B in dit seizoen. Omdat het vorige seizoen niet was afgemaakt door een spelersstaking vond er geen promotie en degradatie plaats tussen de Primera B en de competitieniveaus erboven en eronder. Aan de competitie deden dus dezelfde ploegen mee als in 1948.
| Club                        | Stad       | Stadion                           | Vorig seizoen (1947) | Vorig seizoen (1948) |
| --------------------------- | ---------- | --------------------------------- | -------------------- | -------------------- |
| CA Artigas                  | Montevideo | Parque Sixto Causeglia            | 1e (Int.)            | 6e                   |
| Bahía FC                    | Montevideo | Onbekend                          | 6e                   | 8e                   |
| CA Bella Vista              | Montevideo | Parque José Nasazzi               | 2e                   | 1e                   |
| Club Canillitas del Uruguay | Montevideo | Onbekend                          | 7e                   | 7e                   |
| CS Miramar                  | Montevideo | Parque Campomar                   | 10e (1ª)             | 5e                   |
| CA Progreso                 | Montevideo | Parque Miguel Campomar            | 3e                   | 4e                   |
| Racing Club de Montevideo   | Montevideo | Estadio Parque Osvaldo Roberto    | 4e                   | 3e                   |
| IA Sud América              | Montevideo | Estadio Parque Carlos Ángel Fossa | 5e                   | 2e                   |

## Competitie-opzet
Alle ploegen speelden tweemaal tegen elkaar. De kampioen promoveerde naar de Primera División. De hekkensluiter degradeerde naar de Divisional Intermedia. De resultaten van de ploegen die zich handhaafden telden ook mee voor de degradatie van volgend seizoen: vanaf 1950 werd degradatie bepaald door het promedio-systeem, waarbij de slechtste ploeg op basis van de laatste twee seizoenen degradeerde.
CA Bella Vista - dat vorig seizoen aan de leiding ging toen de competitie werd gestaakt - begon dit seizoen met een remise tegen CA Artigas, gevolgd door twee overwinningen. Hiermee stonden ze na drie wedstrijden samen met Racing Club de Montevideo aan de leiding. Club Canillitas del Uruguay had de eerste drie wedstrijden verloren, maar na zeges op Artigas en CA Progreso bevonden zij zich op een veilige positie.
In de vijfde speelronde nam Bella Vista alleen de leiding toen ze wonnen terwijl Racing gelijkspeelde. De volgende wedstrijd wonnen de Papales in een onderling duel met 3–0 van Racing. Hun voorsprong slonk iets na een gelijkspel tegen Progreso, in de week dat Racing wel wist te winnen. Halverwege de competitie had Bella Vista twee punten meer dan Racing en vier punten meer dan Progreso. Bahía FC en CS Miramar hadden nog maar drie punten verzameld en deelden de rode lantaarn.
De top-drie won hun eerste twee wedstrijden in de terugronde, waardoor de titelstrijd beperkt werd tot deze ploegen. In de elfde speelronde won Racing van Progreso, waarmee ook Progreso in de praktijk was uitgeschakeld voor de eerste plaats. Het onderlinge duel tussen hekkensluiters Bahía en Miramar eindigde in een gelijkspel. Twee wedstrijden later boekte Miramar wel een belangrijke zege op Artigas en konden ze een gat slaan met Bahía. In diezelfde speelronde liep Bella Vista uit, omdat ze wonnen terwijl Racing gelijkspeelde tegen IA Sud América.
Op de een-na-laatste speeldag kon Bella Vista de titel grijpen, als ze minimaal gelijk zouden spelen tegen Racing. De wedstrijd eindigde echter in een 3–2 zege voor de Cerveceros, waardoor de strijd zou worden beslist in de laatste speelronde. De degradatiestrijd werd wel beslist: Bahía verloor van Sud América en omdat Miramar wel won kon Bahía de laatste plek niet meer ontlopen. Hierdoor eindigde hun verblijf op het tweede niveau na vier jaar. Wel namen ze afscheid met een overwinning, door in de laatste wedstrijd van Canillitas te winnen.
Bella Vista had de titelstrijd in eigen hand, want bij winst op Progreso konden ze de eerste plek niet meer ontgaan. Hier slaagden ze niet in (het werd gelijkspel), maar omdat Racing verloor van Artigas bleef Bella Vista toch eerste. Hierdoor keerden ze volgend seizoen voor het eerst sinds hun degradatie in 1941 terug naar de Primera División. Racing behaalde de tweede plek en Sud América en Progreso vervolledigden het linkerrijtje. Deze vier ploegen mochten volgend jaar allemaal meedoen aan het Torneo Competencia. Het was voor het eerst dat tweedeklassers aan dat toernooi mee zouden doen; de vorige edities mochten alleen de ploegen uit de Primera División deelnemen. 

### Eindstand
|    | Club                        | Sp. | W  | G | V  | Pnt. | DV | DT | DS  |
| -- | --------------------------- | --- | -- | - | -- | ---- | -- | -- | --- |
| 1. | CA Bella Vista              | 14  | 10 | 3 | 1  | 23   | 33 | 13 | +20 |
| 2. | Racing Club de Montevideo   | 14  | 9  | 3 | 2  | 21   | 30 | 12 | +18 |
| 3. | IA Sud América              | 14  | 5  | 6 | 3  | 16   | 25 | 17 | +8  |
| 4. | CA Progreso                 | 14  | 5  | 6 | 3  | 16   | 27 | 27 | 0   |
| 5. | CA Artigas                  | 14  | 5  | 3 | 6  | 13   | 20 | 26 | –6  |
| 6. | CS Miramar                  | 14  | 3  | 3 | 8  | 9    | 13 | 26 | –13 |
| 7. | Club Canillitas del Uruguay | 14  | 4  | 0 | 10 | 8    | 27 | 37 | –10 |
| 8. | Bahía FC                    | 14  | 2  | 2 | 10 | 6    | 18 | 35 | –17 |

### Legenda
| Kleur | Kwalificatie voor                                             |
| ----- | ------------------------------------------------------------- |
|       | Promotie naar Primera División 1950 + Torneo Competencia 1950 |
|       | Torneo Competencia 1950                                       |
|       | Degradatie naar Divisional Intermedia 1950                    |

| Winnaar Primera B 1949  |
| ----------------------- |
| CA Bella Vista 1e titel |

## Topscorers
J.C. Toja van CA Progreso maakte vijftien doelpunten en werd daarmee topscorer van de competitie.
| №  | Speler    | Club        | Goals |
| -- | --------- | ----------- | ----- |
| 1. | J.C. Toja | CA Progreso | 15    |